# Клемпарская, Наталья Никифоровна
Наталья Никифоровна Клемпарская — советский хозяйственный, государственный и политический деятель.

## Биография
Родилась в 1914 году. Член ВКП(б).
Выпускница 1-го Московского медицинского института. С 1939 года — на хозяйственной, общественной и политической работе. В 1939—1989 гг. — ассистент на кафедре микробиологии 1-го Московского медицинского института, Самаркандского мединститута, ассистент, доцент, заведующая кафедрой микробиологии, заместитель директора по учебной и научной работе Челябинского медицинского института, доктор медицинских наук, профессор.
Научные труды — в области радиологии, радиации и терапии лучевой болезни. Клемпарская — одна из основоположников отечественной радиационной микробиологии. иммунологии и аллергологии.
Избиралась депутатом Верховного Совета РСФСР 3-го созыва.
Умерла в 2003 году в Москве.

## Сочинения
- Клемпарская Н. Н., Алексеева О. Г., Петров Р. В., Сосова В. Ф. Вопросы инфекции иммунитета и аллергии при острой лучевой болезни. — М.: Медгиз, 1958. — 200 с. — 6000 экз.
- Клемпарская Н. Н., Раева Н. В., Сосова В. Ф. Антибактериальный иммунитет и радиорезистентность. — М.: Медгиз, 1963. — 120 с.
- Клемпарская Н. Н., Шальнова Г. А. Аутофлора как индикатор радиационного поражения организма. — М.: Медицина, 1966. — 208 с.
- Клемпарская Н. Н., Львицына Г. М., Шальнова Г. А. Аллергия и радиация. — М.: Медицина, 1968. — 280 с.
- Клемпарская Н. Н., Шальнова Г. А. Нормальные аутоантитела как радиозащитные факторы. — М.: Атомиздат, 1978. — 136 с.